# Nordsee-Lagune Butjadingen
Die Nordsee-Lagune Butjadingen ist ein künstlich angelegter lagunenartiger Salzwasserbadesee, der als Badeanstalt kommerziell betrieben wird. Die Lagune liegt im Küstenbereich des Ortes Fedderwardersiel auf der Halbinsel Butjadingen.

## Beschreibung
Das Areal insgesamt umfasst rund 45.000 m² Fläche, wobei der Badesee selbst rund 25.000 m², nach anderen Quellen 15.000 m² misst.  Der See verfügt über eine biologische Reinigungsanlage.
Neben flachen Sandstrand-Abschnitten mit sicheren Bade- und Spielmöglichkeiten für Kinder bietet die Nordsee-Lagune diverse Bade- und Spaßbereiche, z. B. eine Wasserrutsche, einen Abenteuerspielplatz und einen Tretbootverleih. In der Seemitte wurde eine Badeinsel, die sogenannte Pirateninsel, angelegt.
Die Nordsee-Lagune hat einen Sandstrand. Die Küste Butjadingens besteht ansonsten nur aus bewiesten Deichen und Deichvorland mit Schlickwatt und eignet sich daher nur bedingt zum Baden.